# Salem (hrabstwo Fulton)
Salem – miasto w Stanach Zjednoczonych, w stanie Arkansas, w hrabstwie Fulton.